# Mecosaspis auratipennis
Mecosaspis auratipennis là một loài bọ cánh cứng trong họ Cerambycidae.